# 山王權現

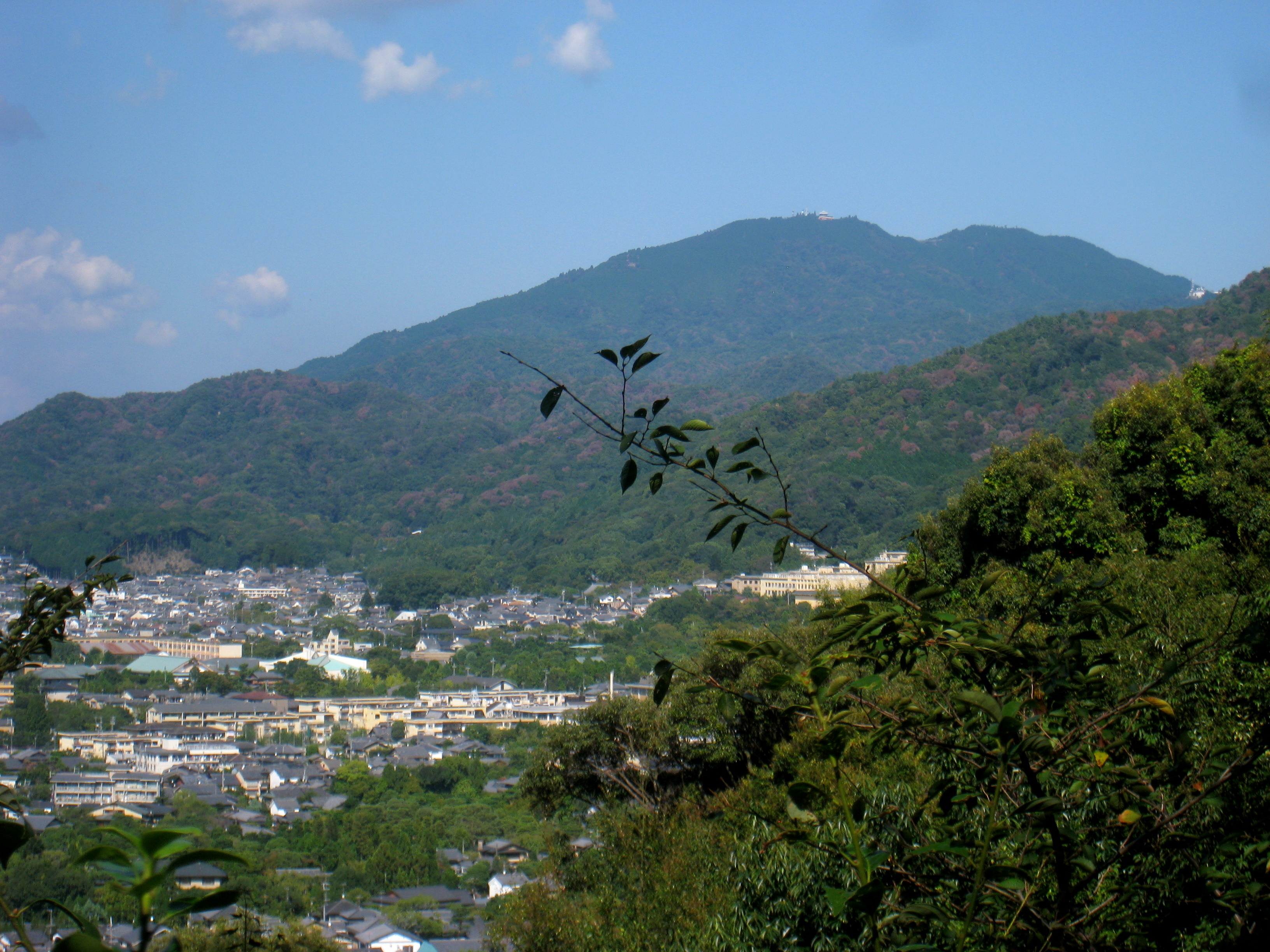
比叡山

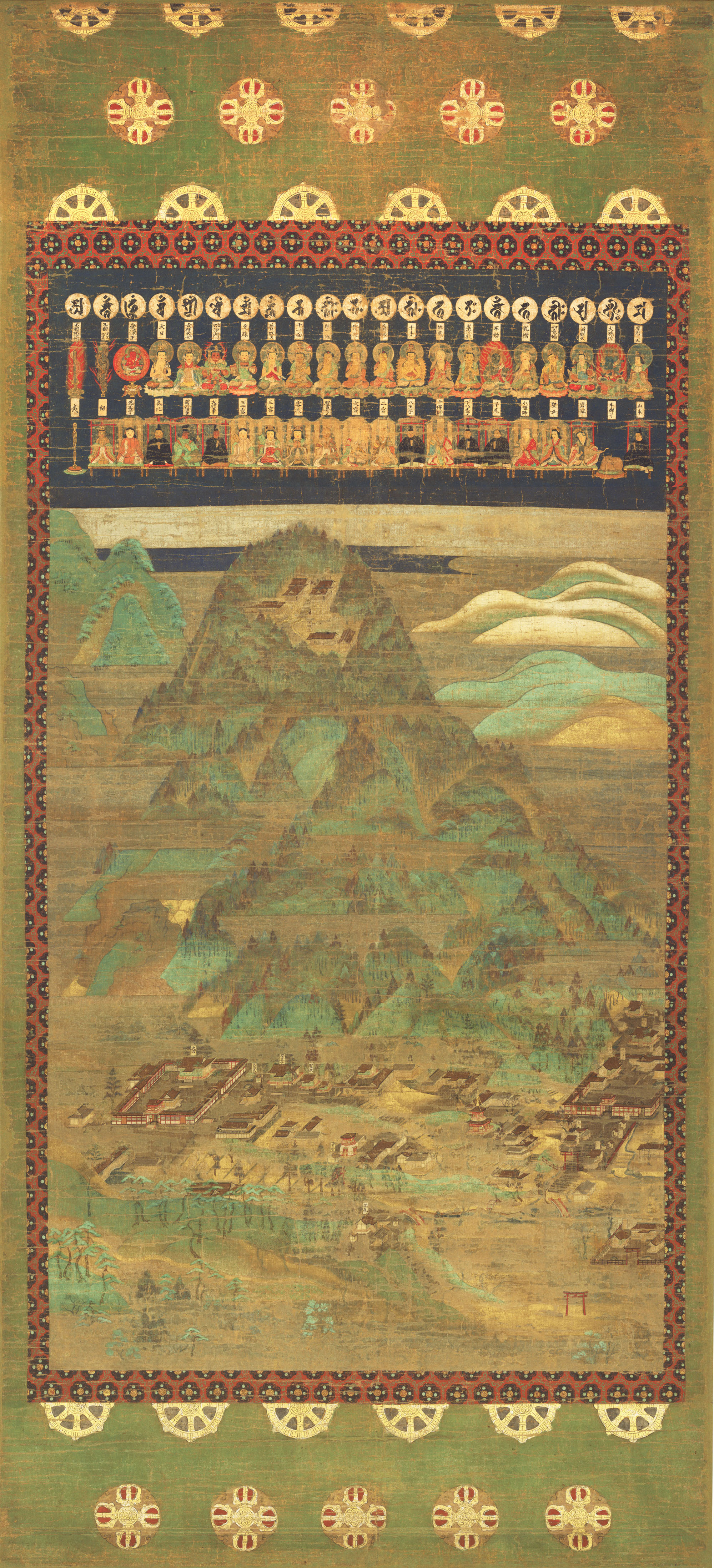
絹本著色日吉山王宮曼荼羅圖（室町時代）

山王權現（さんのうごんげん）是日枝山（比叡山）的山岳信仰和神道、天台宗融合的神佛習合之神。天台宗的鎮守神。也稱日吉權現、日吉山王權現。

## 歷史
山王權現是融合日枝山（比叡山）的山岳信仰、神道、天台宗而成立，延曆寺的鎮守神。也指日吉大社的祭神。
山王權現作為比叡山之神，以日吉大社為總本宮，在全國的比叡社（日吉社）奉祀。又，「日吉山王」之名，是日吉大社和延曆寺混然一體之後產生的稱呼。
平安時代以來，延曆寺擁有日吉大社役職的任命權。隨著天台宗廣傳日本全國後，奉祀天台宗的鎮守神山王權現的山王社也同時在全國各地建立。天台宗除了山王權現，也在比叡山祭祀八王子權現，制定本地垂迹的山王21社的本地佛。
明治維新之後，因神佛分離・廢佛毀釋，天台宗的鎮守神山王權現被廢除。現在，殘存的山王社大多是以大山咋神為祭神的神道的日枝神社或日吉神社等。

## 山王21社本地佛
|                     | 舊稱           | 本地                             | 所在地           |
| ------------------- | -------------- | -------------------------------- | ---------------- |
| 上七社 （山王七社） | 大宮（大比叡） | 釋迦如來                         |                  |
| 上七社 （山王七社） | 二宮（小比叡） | 藥師如來                         |                  |
| 上七社 （山王七社） | 聖真子         | 阿彌陀如來                       |                  |
| 上七社 （山王七社） | 八王子         | 千手觀世音菩薩                   | 八王子山頂       |
| 上七社 （山王七社） | 客人           | 十一面觀世音菩薩                 |                  |
| 上七社 （山王七社） | 十禪師         | 地藏菩薩                         | 東本宮境内（妃） |
| 上七社 （山王七社） | 三宮           | 普賢菩薩                         | 八王子山頂       |
| 中七社              | 大行事         | 毘沙門天                         | 東本宮境内（父） |
| 中七社              | 牛御子         | 大威德明王                       | 牛尾神社拜殿内   |
| 中七社              | 新行事         | 持國天或吉祥天                   | 東本宮境内（母） |
| 中七社              | 下八王子       | 虛空藏菩薩                       | 東本宮参道       |
| 中七社              | 早尾           | 不動明王                         | 境内入口附近     |
| 中七社              | 王子           | 文殊菩薩                         | 境外・止觀院附近 |
| 中七社              | 聖女           | 如意輪觀音                       | 宇佐宮境内       |
| 下七社              | 小禪師         | 龍樹菩薩或彌勒菩薩               | 東本宮境内（子） |
| 下七社              | 大宮竈殿       | 大日如來                         | 西本宮境内       |
| 下七社              | 二宮竈殿       | 日光・月光                       | 東本宮境内       |
| 下七社              | 山末           | 摩利支天                         | 東本宮参道       |
| 下七社              | 岩瀧           | 弁財天                           | 東本宮参道       |
| 下七社              | 劍宮           | 俱利伽羅不動                     | 白山姫神社境内   |
| 下七社              | 氣比           | 聖觀音菩薩或大日如來或阿彌陀如來 | 宇佐宮境内       |

## 脚注
1. ↑  .   [2021年7月15日]. （原始内容存档于2016年3月4日）.
2. ↑  .   [2021年7月15日]. （原始内容存档于2020年12月11日）.

## 關連項目
- 山王神道
- 山王信仰
- 日吉大社
- 八王子權現